# غو حزقيال
غو حزقيال (بالصينية: 顾娟؛ بالإنجليزية: Gu Juan) هي لاعبة كرة الريشة سنغافورية وصينية، ولدت في 26 مايو 1990 في Dafeng, Yancheng ‏ في الصين.

## وصلات خارجية
- غو حزقيال على موقع BWF.tournamentsoftware.com (الإنجليزية)
- غو حزقيال على موقع BWFbadminton.com (الإنجليزية)
- غو حزقيال على موقع اللجنة الأولمبية الدولية (الإنجليزية)
- غو حزقيال على موقع أوليمبيديا (الإنجليزية)